# أندرياس فون هولست
أندرياس فون هولست (بالألمانية: Andreas von Holst) (و. 1964  م) هو موسيقي، وعازف قيثارة ألماني، ولد في مونستر.

## وصلات خارجية
- أندرياس فون هولست على موقع IMDb (الإنجليزية)
- أندرياس فون هولست على موقع ميوزك برينز (الإنجليزية)
- أندرياس فون هولست على موقع ديسكوغز (الإنجليزية)

- أندرياس فون هولست في قاعدة بيانات الأفلام على الإنترنت